# Comuna Kreminna, Horodok
Kreminna (în ucraineană Кремінна) este o comună în raionul Horodok, regiunea Hmelnîțkîi, Ucraina, formată din satele Kremineanski Hutorî și Kreminna (reședința).

## Demografie
Componența lingvistică a comunei Kreminna
     Ucraineană (98,44%)
     Rusă (1,3%)
     Alte limbi (0,27%)
Conform recensământului din 2001, majoritatea populației comunei Kreminna era vorbitoare de ucraineană (98,44%), existând în minoritate și vorbitori de rusă (1,3%).